# Victor Rienaecker
Victor George Robert Rienaecker (* 16. August 1887 in London; † 26. Oktober 1972 ebenda) war ein britischer Kunsthistoriker und Kunstsammler deutscher Abstammung.

## Leben und Wirken
Victor Rienaecker wurde am 16. August 1887 als ältester Sohn von George(e) Rienaecker und dessen Ehefrau Harriet Oldrey in London geboren. Er wuchs gemeinsam mit seinem jüngeren Bruder Herbert (geb. 1888) und seiner Schwester Florence (geb. 1895) in Bedford auf. Sein Vater, der in Hamburg geboren wurde, erlangte erst im Oktober 1900 nach einem formellen Einbürgerungsantrag die britische Staatsbürgerschaft. Victor Rienaecker besuchte 1901 die Bedford County School.
Am 17. Dezember 1910 heiratete er in der Marylebone Presbyterian Church in London Marjorie Fenton Lawson. In der Heiratsurkunde wurde sein Beruf als „Architekt“ angegeben.
Während des Ersten Weltkriegs diente er in der britischen Armee und erhielt am 8. Mai 1915 die Ernennung zum Offizier im Rang eines Second Lieutenant im 3. Bataillon der Durham Light Infantry.
Obwohl Rienaecker offiziell verschiedene Funktionen im Kunstbereich innehatte, sind weder eine kontinuierliche Berufstätigkeit noch feste Anstellungen über längere Zeiträume belegt. Hinweise deuten vielmehr darauf hin, dass er von seinem privaten Vermögen lebte und sich vornehmlich seinen kunsthistorischen Interessen sowie der Verwaltung und Pflege seiner umfangreichen Sammlung widmete.
Rienaecker war nachweislich mindestens von 1921 bis 1954 Mitglied der Walpole Society, einer wissenschaftlichen Gesellschaft zur Erforschung und Förderung der britischen Kunstgeschichte, die nach Horace Walpole benannt ist. Ab 1929 gehörte er dem Vorstand dieser Gesellschaft an.
Zeitweise war Rienaecker stellvertretender Direktor des Ashmolean Museum in Oxford; der genaue Zeitraum seiner Tätigkeit ist jedoch nicht bekannt. In einer Veröffentlichung aus dem Dezember 1947 wurde er als „ehemaliger stellvertretender Direktor“ des Museums bezeichnet. Der Bildhauer Paul Raphael Montford schuf im Jahr 1922, kurz bevor er nach Australien auswanderte, eine bronzene Porträtbüste von Rienaecker, die heute in der Sammlung des Ashmolean Museums zu finden ist.

Der Kunstkurator Herbert Minton Cundall (1848–1940) berichtete 1922 in der Londoner Kunstzeitschrift The Studio ausführlich über die umfangreiche Victor Rienaecker Collection. Diese Kunstsammlung hatte Rienaecker mit dem Ziel begonnen, repräsentative Beispiele der Werke britischer Landschaftsmaler von der Zeit Richard Wilsons bis zum Ende des 19. Jahrhunderts zu erwerben. Er trug mehr als 200 wertvolle Gemälde und Zeichnungen in Öl und Aquarell zusammen, darunter auch mehrere Zeichnungen mit Motiven der Kanalinsel Jersey, wo Rienaecker einen weiteren Wohnsitz besaß. Cundall beschrieb nicht nur die einzelnen Gemälde der Sammlung, sondern berichtete außerdem, Rienaecker habe sich vor kurzem von zwei frühen topographischen Zeichnungen getrennt: eine Ansicht von Edinburgh Castle von Joseph Farington habe er der National Gallery of Scotland und eine weitere dem Victoria and Albert Museum geschenkt. Eine Ansicht von Edinburgh, geschaffen von Hugh William Williams, schenkte er der Birmingham City Art Gallery. Bezüglich der großzügigen Schenkungen Rienaeckers schrieb Cundall: 

„In spite of his great attachment and love for his collection, which he has acquired with infinite pains in order that only really representative works should be selected, it does not prevent him from occasionally parting with one of his cherished possessions and presenting is to a public gallery, […] where it can be enjoyed by others beside himself.“

„Trotz seiner großen Verbundenheit und Liebe zu seiner Sammlung, die er mit unendlicher Mühe erworben hat, damit nur wirklich repräsentative Werke ausgewählt werden, hindert ihn dies nicht daran, sich gelegentlich von einem seiner geschätzten Besitztümer zu trennen und es einer öffentlichen Galerie zu schenken, […] wo es auch von anderen genossen werden kann.“

Laut Cundall soll Rienaecker großen Wert darauf gelegt haben, dass jedes Werk über jeden Verdacht erhaben sein sollte. Als er einmal von leichten Zweifeln an der Echtheit einer Zeichnung erfuhr, habe er diese sogleich in Stücke gerissen.
Rienaecker veröffentlichte mehrere Bücher zum Thema Kunstgeschichte. 1929 erschien sein Werk über die Gemälde und Zeichnungen von Corot. Mehr als zwanzig Jahre später folgten Veröffentlichungen über die Maler John Sell Cotman (1953) und William Blake (1957). Auf dem Titelblatt seines Buches über Cotman steht unter seinem Namen als Zusatzangabe „Sometime Assistant Keeper of the Fine Art Department of the Ashmolean Museum, Oxford“ (etwa: „Ehemaliger stellvertretender Kurator der Abteilung für bildende Kunst des Ashmolean Museums in Oxford“). Rienaecker verfasste zudem zahlreiche Fachbeiträge zu kunsthistorischen Themen; allein in der britischen Kunstzeitschrift Apollo:The International Magazine of Art erschienen 58 Artikel zwischen 1943 und 1961.
Im Juni 1936 wurde Rienaecker zum Fellow der Royal Society of Arts gewählt; seine erneute Wahl erfolgte 1957. Zudem war er Mitglied der Royal Astronomical Society.
Rienaecker war auch Mitglied der Philosophical Society of England. Im Zeitraum 1949 bis 1972 war er zeitweise einer von drei Chefredakteuren von deren Zeitschrift The Philosopher; für diesen Zeitraum sind lediglich die Namen von drei Personen als Chefredakteure nachweisbar, nicht jedoch die genauen Amtszeiten. Der Großteil von Rienaeckers Beiträgen in dieser Zeitschrift stammt aus den 1960er Jahren, der letzte mit dem Titel The importance of Intuitive Perception (Die Bedeutung der intuitiven Wahrnehmung) erschien in Band 21 (1971).
Victor Rienaecker blieb unverheiratet. Er starb am 26. Oktober 1972 im Alter von 85 Jahren in London.

## Trivia
Victor Rienaecker war der einzige der drei Geschwister, der seinen deutsch klingenden Familiennamen zeitlebens behielt. Sein Bruder Herbert änderte 1909 seinen Nachnamen in „Wrenacre“ und heiratete 1917 die Pariserin Marthe Vallée; das Paar hatte 1925 einen Sohn, Robin Wrenacre, der sich später als Widerstandskämpfer bei France libre engagierte. Florence, die Schwester von Victor und Herbert Rienaecker, schrieb ihren Nachnamen ab 1929 offiziell als „Renaker“.

## Schriften (Auswahl)
- The Paintings and Drawings of J. B. C. Corot in the Artist’s Own Collection. Halton & T. Smith, London 1929.
- John Sell Cotman, 1782–1842. Lewis, Leigh-on-Sea 1953.
  - Rezension hierzu von F. W. H. in: The Burlington Magazine, Band 96, Nr. 615, 1954, S. 188 f. JSTOR:871394.
- William Blake. A Natural Visionary. J. & M. Watkins, London 1957.
- Albert Schweitzer. A Lecture Delivered at Caxton Hall, 11. Nov. 1963. Philosophical Society of England, Hartford 1963.